# Amerikanische Freundinnen
Amerikanische Freundinnen (Originaltitel: American Friends) ist eine 1991 von Regisseur Tristram Powell inszenierte britische Filmkomödie. Die Drehbuchvorlage stammt von Hauptdarsteller Michael Palin und Tristram Powell.

## Handlung
Der 46-jährige Francis Ashby, Lehrer für Altphilologie und Vizepräsident der Universität Oxford verfügt als Vertreter des Konservativen Flügels der Lehrerschaft über große Chancen den gebrechlichen Universitätspräsidenten Rushden zu beerben.
Die Sommerferien des Jahres 1864 verbringt Ashby in den Schweizer Alpen. Hier lernt er die beiden Amerikanerinnen Caroline Hartley und deren 17-jährige Ziehtochter Elinor kennen. Weniger erbaut ist er über die Bekanntschaft mit Dr. Weeks und seiner Familie, die ebenfalls aus Oxford stammen und sich durch ihn Hoffnungen auf eine Aufnahme ihres Sohnes in die Universität versprechen. Durch eine während einer Bergwanderung erlittene Beinverletzung zur Untätigkeit verurteilt, lernt Ashby die beiden Amerikanerinnen näher kennen. Besonders zu der attraktiven Elinor fühlt er sich hingezogen. Ein Telegramm, das Ashby über den schlechten Gesundheitszustand von Präsident Rushden informiert, lässt ihn den Urlaub abrupt abbrechen.
Zurück in Oxford beginnen die Konservativen und Reformerischen Flügel der Lehrerschaft ihre Kandidaten in Stellung zu bringen. Den Lehrern der Universität ist es nicht gestattet zu heiraten. Der erklärte Reformer Oliver Syme, Ashbys Gegenkandidat, hat jedoch aufgrund seiner zahlreichen Frauengeschichten schlechte Erfolgsaussichten. Plötzlich tauchen auf dem Universitätsgelände Caroline und Elinor auf, um Ashby während ihrer Rückreise in die USA zu besuchen. Ashby ist ihr Erscheinen unangenehm, stellt der Umgang mit ihnen doch seine Eignung als Präsident in Frage. Er führt die beiden Frauen durch Oxford und diniert am Vorabend ihrer Abreise zusammen mit Caroline Hartley, die sich insgeheim Hoffnungen auf eine Beziehung mit Ashby zu machen beginnt. Elinor fühlt sich vernachlässigt und zieht durch das nächtliche Oxford. Nur knapp entkommt sie der viktorianischen Polizei, die in der jungen Frau ohne Begleitung eine Prostituierte sehen. Es gelingt Elinor auf das Universitätsgelände zu fliehen, wo sie der heimkehrende Ashby in seinen Privaträumen versteckt. Spätnachts bringt er sie zurück in ihre Unterkunft. Sie begegnen ausgerechnet Dr. Weeks, der wegen der verpatzten Aufnahmeprüfung seines Sohnes einen Groll gegen Ashby hegt. Einem Parteigänger Ashbys gelingt es, den denunzierenden Brief von Dr. Weeks an die Universitätsleitung abzufangen.
Mittlerweile haben Elinor und Caroline die Bekanntschaft mit Oliver Syme gemacht. Der sichtlich an Elinor interessierte Syme bietet den beiden sein abgelegenes Cottage an. Während Ashby die Amerikanerinnen auf der Rückreise in die Vereinigten Staaten wähnt, verlängern die beiden ihren Oxfordaufenthalt. Elinor findet den Entwurf eine Liebesbriefes von Caroline an Ashby und sieht ihre Hoffnung auf ein Zusammenleben mit ihm ihrerseits zerstört. Schließlich gibt sie der Umwerbung von Syme nach und schläft mit ihm.
Nach dem Tod von Präsident Rushden steht die Nachfolgefrage an. Dr. Weeks, dankbar für die Fürsprache Ashbys zugunsten seines Sohnes bei einer anderen Institution, vertraut Ashby an, dass Elinor ein Kind von Syme erwartet. Dieser Fehltritt Symes bedeutet die sichere Präsidentschaft für Ashby. Er entscheidet sich jedoch gegen eine Kandidatur für das Amt, das dem überraschten Syme zufällt. Er sucht Elinor auf und gesteht ihr seine Liebe. Um dem Skandal zu entgehen, reist das Paar in die Schweiz, wo alles seinen Anfang nahm.

## Hintergrund
Die Handlung des Filmes beruht auf den Reisetagebüchern von Edward Palin, dem Urgroßvater von Hauptdarsteller und Drehbuchautor Michael Palin. Edward Palin (1825–1903) war Fellow an der Universität Oxford und beendete dort seine Arbeit, um 1866 die 19 Jahre jüngere irischstämmige Amerikanerin Brita Gallagher zu heiraten, die er in den Schweizer Alpen kennengelernt hatte. Das Paar hatte zusammen sieben Kinder.
Das Drehbuch wurde 1991 mit dem Writers’ Guild of Great Britain Award ausgezeichnet.

## Drehorte
Der Film entstand zum Großteil in den englischen Städten Oxford und London. Die Schweizer Aufnahmen entstanden im Kanton Wallis in den Orten Imfeld und Fiesch.

## Kritik
„Glaubwürdige Darsteller. Aber Palin ist der Rolle nicht ganz gewachsen.“